# Egesina fuscolaterimaculata
Egesina fuscolaterimaculata là một loài bọ cánh cứng trong họ Cerambycidae.